# Luisa Cotoner y Cerdó
Luisa Cotoner y Cerdó (1945-), XVIII condesa de Villardompardo,dama de Honor y Devoción de la Orden de Malta.
Doctora en filología hispánica por la Universidad Autónoma de Barcelona. Ha sido catedrática de Lengua y Literatura Española de Enseñanza Media y Profesora titular de la Universitat de Vic (Barcelona) hasta su jubilación en el curso 2010-2011, en que fue distinguida como profesora emérita de la Universidad de Vich - Universidad Central de Cataluña.
A partir del 2000 socia de la Asociación Colegial de Escritores de Cataluña en la que ha ha sido miembro de la Junta Directiva.Es también académica correspondiente de la Real Academia de Buenas Letras de Barcelona; miembro de la Sociedad Arqueológica Luliana, de la Asociación Internacional de Cervantistas, y de la Asociación Colegial de Escritores de Cataluña.

## Actividad investigadora
Su actividad investigadora ha estado principalmente relacionada con la literatura española y la traducción literaria.

### Literatura española
Además de la poesía de Manuel Machado, ha estudiado la representación literaria de la mujer en el Siglo de Oro, especialmente en las novelas de María de Zayas, y en los poetas de la modernidad hispánica. 

### Traducción literaria
Dentro de la traducción y edición literaria en Cataluña durante los siglos XIX y XX, se ha ocupado, entre otros, de la «Biblioteca Arte y Letras», editada en Barcelona en el último tercio del siglo XIX; las divertidas traducciones de El Quijote al mallorquín; y las versiones a diferentes lenguas románicas realizadas por los poetas barceloneses de los 50, Jaime Gil de Biedma, Carlos Barral, José Agustín Goytisolo y Enrique Badosa. 
En el ámbito de los estudios de género y literatura, se ha centrado sobre todo en las auto-traducciones al castellano de Carme Riera, y en la labor de poetas catalanas como Maria Mercè Marçal o Rosa Leveroni. 
Ha estudiado asimismo las versiones al catalán o al castellano de diversas obras de Marguerite Yourcenar o Marguerite Duras. Temas sobre los que ha publicado libros y numerosos artículos en revistas científicas o volúmenes colectivos, y presentado ponencias en congresos nacionales e internacionales en universidades europeas y norteamericanas.

### Tesis Doctoral
- La obra poética de Manuel Machado[5]

### Libros Publicados
- Cotoner, Luisa [et al.] (2011). Dones poetes. Vic: Servei de Publicacions de la Universitat de Vic.
- Cotoner, Luisa; Arnau, Pilar (ed.) (2011). Els subjectes de l’alteritat: estudis sobre la narrativa de Carme Riera. Edicions de l’Abadia de Montserrat; Edicions UIB, Institut d’Estudis Baleàrics.
- Cotoner, Luisa (ed.) (2001) Manuel Machado: Del arte largo. Antología poética. Barcelona: Lumen.
- Cotoner, Luisa (ed.) (2000). El mirall i la màscara. Vint-i-cinc anys de ficció narrativa en l'obra de Carme Riera. Barcelona: Destino.
- Cotoner, Luisa (ed.) (2000). El espejo y la máscara veinticinco años de ficción narrativa en la obra de Carme Riera. Barcelona: Destino.
- Cotoner, Luisa (1996). Génesis y evolución de los libros modernistas de Manuel Machado (Apuntes para una historia de sus colecciones poéticas). Barcelona: EUB.
- Cotoner, Luisa (ed.) (1996). Manuel Machado: El mal poema. Barcelona: Montesinos.
- Cotoner, Luisa (1993). La obra poética de Manuel Machado. Servei de Publicacions de la UAB.

## Real Academia Mallorquina de Estudios Históricos, Genealógicos y Heráldicos
Desde 2015 Académica de número, sirviendo en la actualidad como consejera en la junta directiva,
Como miembro de número ha dedicado su labor a la recuperación de los archivos familiares, a partir de los cuales, ha profundizado en los datos históricos que permiten reconstruir la genealogía historiada de los Cotoner de Mallorca o explorar otros asuntos relacionados con la intrahistoria mallorquina.

### Estudios monográficos
- El Fons Cotoner del Arxiu Municipal de Palma: cuadro de clasificación e inventario de documentos, Arxiu Municipal de Palma, Rúbrica, 29 (2024);
- «El palazzo Cottoner, una casa mallorquina en La Valeta», Memòries de la Reial Acadèmia Mallorquina d’Estudis Genealògics, Heràldics i Històrics, Núm. 31 (2021);
- «La construcción de Sa Capelleta de Bellver, una iniciativa encabezada por el marqués de Ariany», Memòries de la Reial Acadèmia Mallorquina d’Estudis Genealògics, Heràldics i Històrics, Núm. 29, (2019);
- «Los Rembrandt de Casa Cotoner: apostillas y noticias inéditas», Bolletí de la Societat Arqueològica Lul·liana. Revista d’Estudis Històrics, 74;
- El Fons Cotoner del Arxiu Municipal de Palma: Primera aproximación descriptiva», Memòries de la Reial Acadèmia Mallorquina d’Estudis Genealògics, Heràldics i Històrics, nº 26, (2016).